# Yákov Pávlov
Yákov Fedótovich Pávlov (Я́ков Федо́тович Па́влов  en ruso) (4 de octubre de 1917 - 29 de septiembre de 1981) fue un famoso soldado soviético durante la Batalla de Stalingrado y Héroe de la Unión Soviética (27 de junio de 1945). Fue miembro del Partido Comunista de la Unión Soviética desde 1944.

## Biografía

### Segunda Guerra Mundial
Pávlov se alistó en el Ejército rojo en 1938. En el Frente Oriental, llamado por los soviéticos la Gran Guerra Patria, tomó parte en diferentes batallas en el suroeste, el frente de Stalingrado, y en el tercer frente de Ucrania y el segundo de Bielorrusia. Fue comandante de una unidad de ametralladoras y de una unidad de reconocimiento con rango de sargento mayor.
Durante la Batalla de Stalingrado, la sección de Pávlov tomó un edificio residencial del enemigo durante la noche del 27 de septiembre de 1942, y lo defendió de numerosos ataques hasta que la ciudad fue liberada por fuerzas de relevo soviéticas. Esta casa se conoció como la Casa de Pávlov (Дом Павлова, o Dom Pávlova) y en los mapas militares alemanes de Stalingrado la casa fue marcada como una fortaleza.
Pávlov fue galardonado con la condecoración de Héroe de la Unión Soviética, la Orden de Lenin, Orden de la Revolución de Octubre, dos Órdenes de la Estrella Roja y medallas.
Después de la guerra, se unió al Partido Comunista. Fue elegido tres veces Diputado al Sóviet Supremo de la República Socialista Federativa Soviética de Rusia. Su tumba se encuentra en el cementerio de Veliki Nóvgorod.

## Cultura popular
El acontecimiento de la Casa de Pávlov aparece en la primera entrega de la saga Call of Duty, una serie de videojuegos de disparos en primera persona.
También aparece en el juego de mesa Pavlov´s house, de la editorial DVG